# Schweizerische Bau-, Planungs- und Umweltdirektoren-Konferenz
Die Schweizerische Bau-, Planungs- und Umweltdirektoren-Konferenz (BPUK) wird gebildet durch die Regierungsmitglieder der Schweizer Kantone, welche für die Themen Bau, Raumplanung, Umwelt, Strassen, Verkehr und öffentliches Beschaffungswesen zuständig sind. Mit BPUK-Mitgliedern vertreten sind ebenfalls das Fürstentum Liechtenstein sowie mit Gaststatus der Städte- und der Gemeindeverband.

## Zweck und Aufgaben
Die BPUK fördert und koordiniert die Zusammenarbeit zwischen den Kantonen und dem Bund sowie unter den Kantonen in den Bereichen Bau, Raumplanung, Strassenverkehr, Umwelt und öffentliches Beschaffungswesen. Sie betreut und führt Projekte oder beteiligt sich an solchen. Ausserdem  nimmt sie politisch Stellung zu Bundesgesetzen und -verordnungen sowie zu weiteren Bundesvorhaben, die im Interessenbereich der Mitglieder liegen.

## Organisation
Über ihre Geschäftsstelle, die mit anderen interkantonalen Regierungs- und Direktorenkonferenzen im Haus der Kantone wirksam ist, nutzt sie Synergien und stärkt die interkantonale Zusammenarbeit.

## Fachämterkonferenzen
Der BPUK stehen für die Bearbeitung der Fachfragen die Konferenzen der Vorsteher der kantonalen Fachämter unterstützend zur Seite:
- Fachkonferenz öffentliches Beschaffungswesen (FöB)[1]
- Konferenz der Kantonsingenieure (KIK)[2]
- Schweizerische Kantonsplanerkonferenz (KPK)[3]
- Konferenz der Vorsteher der Umweltschutzämter der Schweiz (KVU)[4]
- Konferenz der kantonalen Geoinformations- und Katasterstellen